# Marcebelino
Marcebelino (biał. Марцабаліна; ros. Марцебалино) – wieś na Białorusi, w obwodzie witebskim, w rejonie brasławskim, w sielsowiecie Opsa.
Dawna nazwa miejscowości to Marcybelin.

## Historia
W czasach zaborów ówczesne dobra leżały w granicach Imperium Rosyjskiego.
W latach 1921–1939 wieś leżała w Polsce, w województwie nowogródzkim (od 1926 w województwie wileńskim), w powiecie brasławskim, w gminie Opsa.
Według Powszechnego Spisu Ludności z 1921 roku zamieszkiwało tu 50 osób, 49 były wyznania rzymskokatolickiego a 1 staroobrzędowego. Jednocześnie wszyscy mieszkańcy zadeklarowali polską przynależność narodową. Było tu 9 budynków mieszkalnych. W 1931 w 6 domach zamieszkiwało 57 osób.
Wierni należeli do parafii rzymskokatolickiej w Opsie. Miejscowość podlegała pod Sąd Grodzki w Opsie i Okręgowy w Wilnie; właściwy urząd pocztowy mieścił się w Opsie.
W wyniku napaści ZSRR na Polskę we wrześniu 1939 miejscowość znalazła się pod okupacją sowiecką. Od czerwca 1941 roku pod okupacją niemiecką. W 1944 miejscowość została ponownie zajęta przez wojska sowieckie i włączona do Białoruskiej SRR.
Od 1991 w składzie niepodległej Białorusi.